# NGC 6027b
NGC 6027b é uma galáxia lenticular e parte do Sexteto de Seyfert, um grupo compacto de galáxias, na direção da constelação de Serpens.